# Punto (puntuación)
El punto (.) es un signo ortográfico de puntuación que se representa con un pequeño círculo o cuadrado (según las distintas fuentes tipográficas) relleno que se ubica en el extremo bajo de la línea de base tipográfica. Actualmente se usa en la mayor parte de los sistemas de escritura del mundo.
En los sistemas de escritura basados en el alfabeto latino, se escribe sin separación de la palabra que lo precede y separado por un espacio de la palabra o el signo que lo sigue. En el caso de que después del punto vaya alguna letra ésta siempre debe ser en mayúscula.
Su uso principal, es el de indicar el final de un enunciado (que no sea exclamativo ni interrogativo), párrafo o texto; según sus distintos usos puede adquirir tres nombres diferentes, que son muy utilizados en dictado u otras competencias de escritura. También se usa después de las abreviaturas. 
Además del uso convencional en textos escritos, tiene muchos usos, tales como separador decimal o separador de millares en aritmética.

## Usos en español

### Usos lingüísticos

#### Indicador de final de oraciones
El punto recibe distintos nombres, según qué función de cierre desempeña:
- el punto y seguido o punto seguido,[1] separa enunciados dentro de un párrafo. Debido a esto, la primera palabra escrita después del punto seguido empezará con mayúscula. Por ejemplo:

5. Historia de España. El descubrimiento de América y un poco más.
- el punto y aparte o punto aparte,[1] separa dos párrafos dentro del texto. Para seguir las normas se debe sangrar la primera línea de texto del nuevo párrafo y se debe escribir con mayúscula la primera letra después de tal punto.
- el punto final (no punto y final),[1] el que se coloca al final de una obra o al finalizar un capítulo, apartado o sección de mayor tamaño, para indicar el final de estos.[2]

#### Abreviaturas
El punto también se usa en las abreviaturas, colocándose detrás de ellas (Sr. por señor, Dra. por doctora) o justo antes de las letras voladas, si las hubiera (1.º por primero, n.º por número). Una excepción es cuando se usa una barra (/) como sustituto del punto (c/, calle); si la abreviatura se compone de dos letras, el segundo elemento tampoco lleva punto (s/n, sin número).
Tampoco se usa punto en las abreviaturas que se escriben entre paréntesis: (a) por alias.
A diferencia de los puntos de indicación de final de oración, los puntos de las abreviaturas no exigen que la siguiente palabra comience con mayúscula.

#### Siglas
Las siglas no llevan puntos entre las letras que la componen, excepto si el enunciado del que forma parte está compuesto completamente por mayúsculas, en cuyo caso se permite su uso para facilitar la comprensión. Por ejemplo:
BOLETÍN DE LA O. E. A. (Organización de los Estados Americanos).

### Junto a otros signos
En múltiples ocasiones se suele utilizar el punto junto a otros signos que también son considerados de cierre; en caso de que coincidan uno tras otro se debe proceder de acuerdo con algunas normas:
- El punto se escribirá siempre después de las comillas, los paréntesis y las rayas de cierre.[6]
- En caso de que un signo de exclamación o un signo de interrogación coincida con el fin del enunciado se debe omitir el punto, que se asume implícito. Solo puede escribirse un punto si después del signo de exclamación o interrogación hay una comilla, paréntesis o raya de cierre.[7]
- El punto de abreviatura actúa como punto final de una oración (seguido, aparte o final) en caso de que ambos coincidan, de forma que solo se debe escribir un punto y no dos. Los otros signos de puntuación (coma, puntos suspensivos, signo de interrogación, etc.) sí deben escribirse tras el punto de la abreviatura; por lo tanto, si tras una abreviatura hay puntos suspensivos, se escriben cuatro puntos.[8]
- No se debe escribir otro punto después de los puntos suspensivos cuando estos cierran un enunciado.

### Composición de otros signos de puntuación
Existen varios signos de puntuación que incluyen el punto en su grafía:
- Punto y coma (;), separa una pausa no breve que indica el cambio a otro tema hablado, leído o tratado.

Ejemplo: ...haciendo uso de esto; ahora nos vamos con...
- Dos puntos (:), implica que en lo hablado o leído se enunciará una lista de cosas, etc.
- Puntos suspensivos (…), sirven para expresar una frase con el motivo de saber que se aproximará un final destacado o una reflexión, etc.

Ejemplo: Se ríe de las cicatrices... el que nunca ha sido lastimado.
- Signos de exclamación (¡ !), se usan para indicar una expresión o para enfatizar algo. El signo con que se inicia la exclamación es «¡» y el signo con que se termina la exclamación es «!».
- Signos de interrogación (¿ ?), indican que la oración que les sigue o precede es una pregunta.

### Usos desaconsejados
Los manuales de estilo aconsejan lo siguiente: 
- No llevan punto final los títulos ni subtítulos referentes a artículos, capítulos ni cuando se nombran libros ni obras de arte, etc., siempre que aparezcan aislados.[9]
- No se aconseja separar mediante puntos los dígitos de números muy grandes; en su lugar, se deben agrupar los dígitos en grupos de tres dejando un espacio entre cada grupo. Es decir, en lugar de escribir: 1.000.000; escribiremos: 1 000 000.[10] Esta recomendación no debe aplicarse en documentos contables ni en ningún tipo de escrito en que la separación arriesgue la seguridad. Tampoco se debe utilizar esta separación en la expresión numérica de los años, en la numeración de páginas, portales de vías urbanas y códigos postales, ni en los números de artículos, decretos o leyes.[9]
- Los símbolos se escriben siempre sin puntos (km, kilómetro, Li, litio).[9] Si bien los símbolos son abreviaciones, no debe confundírselos con las abreviaturas (un tipo de abreviación), que casi siempre llevan punto.[11]

## Usos en matemáticas

### Separador decimal
El separador decimal es un símbolo usado para indicar la separación entre la parte entera y la parte fraccional de un número decimal. 
El Sistema Internacional de Unidades (SI) admite actualmente dos símbolos como separadores decimales, la coma y el punto. Este último es el predominante en países anglosajones y también se ha extendido a algunos países hispanoamericanos, aunque aún menos común que la coma.

### Separador de millares
El separador de millares es la notación que se usa entre los dígitos de un número, agrupando las cifras de tres en tres, de derecha a izquierda, con el fin de facilitar la lectura de este. Una de las notaciones ocupadas es la del punto (o coma, dependiendo de qué símbolo se use para separar las partes de un número decimal); sin embargo, es desaconsejada y se norma que siempre los grupos deben separarse por espacios duros, salvo en contextos donde podría arriesgar seguridad, como documentos contables o financieros.

### Operador multiplicación
Un punto a media altura (·) entre dos expresiones matemáticas escalares indica multiplicación: 5 · 3 = 15; 2 · (x + y) = 10. En este uso, se escribe entre espacios. Con este mismo fin se puede utilizar el símbolo en forma de aspa (×), un asterisco (*) (usado en computación) o se puede prescindir de símbolo en caso de que no presente ambigüedad.

### Producto escalar
Un punto medio entre dos expresiones matemáticas vectoriales indica producto escalar, también conocido como producto punto, es una operación binaria definida sobre dos vectores de un espacio euclídeo cuyo resultado es un número o escalar. Puede definirse también en los espacios euclídeos de dimensión mayor a tres, y en general en los espacios vectoriales reales y complejos.

### Secuencia infinita
El uso de tres puntos seguidos, llamado ad infinitum, elipsis o puntos suspensivos, denota la repetición infinita de un mismo dígito, una secuencia infinita de dígitos decimales distintos, una secuencia infinita de un mismo patrón, o una secuencia de valores o patrones hasta un límite indicado.

## Representación de fechas y horas
El punto también puede ser usado opcionalmente para separar elementos de la fecha y de la hora (como unidad de tiempo) cuando se expresan numéricamente.
- Se puede separar, aunque no es recomendable, las horas de los minutos mediante un punto: 7.30 h, 12.00 h. Sin embargo, aunque este es un modismo cada vez más común, se pueden presentar ambigüedades al confundirse con un punto separador de número decimal. La notación normalizada y recomendada de este formato es usando dos puntos: 7:30, 12:00.
- Análogamente la fecha se puede expresar numéricamente de la forma: 21.2.2011 por 21 de febrero de 2011. No obstante, las notaciones más comunes son con el uso de guion o de la barra: 21-02-2011 o 21/02/2011 respectivamente (con posibles variaciones en su extensión).

## Codificación
El punto forma parte del grupo de caracteres imprimibles en el código ASCII y está representado numéricamente de la siguiente manera:
- En sistema binario: 0010 1110
- En sistema decimal: 46
- En sistema hexadecimal: 2E

## Representaciones alternativas

En braille.